# Theridula huberti
Theridula huberti là một loài nhện trong họ Theridiidae.
Loài này thuộc chi Theridula. Theridula huberti được Pierre L. G. Benoit miêu tả năm 1977.